# Kiko Loureiro
Kiko Loureiro (właśc. Pedro Henrique Loureiro, ur. 16 czerwca 1972 w Rio de Janeiro, w Brazylii) – brazylijski muzyk i kompozytor, multiinstrumentalista, występujący głównie jako gitarzysta. Kiko Loureiro znany jest przede wszystkim z wieloletnich występów w zespole heavymetalowym Angra. Prowadzi ponadto solową działalność artystyczną.
Loureiro rozpoczął naukę gry na gitarze akustycznej w wieku 11 lat. Inspirowali go inni gitarzyści, tacy jak Eddie Van Halen, Jimmy Page, Jimi Hendrix, i Randy Rhoads. W wieku 13 lat, przeszedł na gitarę elektryczną. Mając 16 lat, dołączył do dwóch zespołów Legalize i A Chave. Grał także w nocnych klubach w São Paulo. 3 lata później stał się członkiem brazylijskiej grupy Angra, w której grał do 2015 roku.
W 2015 roku dołączył do amerykańskiego zespołu Megadeth.

## Dyskografia
Albumy solowe
| No Gravity                  | - Data: 28 stycznia 2005 - Wydawca: Replica Records      | –   |
| Universo Inverso            | - Data: 23 września 2006 - Wydawca: Victor Entertainment | 182 |
| Fullblast                   | - Data: 25 marca 2009 - Wydawca: Mascot Records          | 105 |
| Sounds of Innocence         | - Data: 20 czerwca 2012 - Wydawca: Victor Entertainment  | 146 |
| „–” album nie był notowany. |                                                          |     |

Inne
| Album                                        | Rok  | Utwór                                                                                         | Źródło |
| -------------------------------------------- | ---- | --------------------------------------------------------------------------------------------- | ------ |
| Nepal – Manifiesto                           | 1997 | gościnnie gitara w utworze „Children of the Grave”                                            | [ 9 ]  |
| Thoten – Beyond the Tomorrow                 | 2001 | gościnnie gitara w utworach „Wicked Soul” i „Christened by Flame”                             | [ 10 ] |
| Atlantida – Painted Reality                  | 2004 | gościnnie gitara w utworze „Two Minds”                                                        | [ 11 ] |
| Burning in Hell – Burning in Hell            | 2004 | gościnnie gitara w utworach „Shadows of the Wars” i „Forever I’ll Be Here”                    | [ 12 ] |
| Darksun – El Legado                          | 2004 | gościnnie gitara w utworze „Corazón de Dragón”                                                | [ 13 ] |
| Eyes of Shiva – Eyes of Soul                 | 2004 | gościnnie gitara w utworze „Future”                                                           | [ 14 ] |
| Time Machine – Reviviscence (Liber Secundus) | 2004 | gościnnie gitara                                                                              | [ 15 ] |
| Tribuzy – Execution                          | 2005 | gościnnie gitara                                                                              | [ 16 ] |
| Ocean Soul – Letter of a Suicidal            | 2006 | gościnnie gitara w utworze „Letter of a Suicidal”                                             | [ 17 ] |
| Silent Moon – Clandestine                    | 2007 | gościnnie gitara w utworach „Miracle” i „King of Illusions”                                   | [ 18 ] |
| Tribuzy – Execution Live Reunion             | 2007 | gościnnie gitara w utworach „Forgotten Time” i „Nature of Evil”                               | [ 19 ] |
| Tarja Turunen – My Winter Storm              | 2007 | gościnnie gitara                                                                              | [ 20 ] |
| Bittencourt Project – Brainworms I           | 2008 | gościnnie fortepian                                                                           | [ 21 ] |
| Bulldozer – Unexpected Fate                  | 2009 | gościnnie gitara w utworach „Use Your Brain”, „Buried Alive by Trash” i „The Counter-Crusade” | [ 22 ] |
| Carina Alfie – The Light Side                | 2009 | gościnnie gitara w utworze „Your Own Voice”                                                   | [ 23 ] |
| Ioannis Anastassakis – Orbital Attempt       | 2009 | gościnnie gitara                                                                              | [ 24 ] |
| Andres Alvarez – The Eyes of the Moon        | 2010 | gościnnie gitara w utworze „Sky”                                                              | [ 25 ] |
| Strings 24 – Speak                           | 2011 | gościnnie gitara                                                                              | [ 26 ] |
| Threat – Overcome                            | 2012 | gościnnie gitara w utworze „Revolution”                                                       | [ 27 ] |
| Freak Guitar – The Smorgasbord               | 2013 | gościnnie gitara                                                                              | [ 28 ] |